# ベネット・マヤ
ベネット・マヤ （2000年5月27日 - ）は、オーストラリア出身の新体操選手。芸能活動もしている。
安達新体操クラブ所属。父親はオーストラリア人。
マヤ・ベネットと表記される事もある。

## データ
- 身長:175cm
- 体重:53キロ
- 靴サイズ:26.5cm
- 趣味 特技:ダンス
- 言語:日本語、英語
- 尊敬するスポーツ選手:三上真穂(元フェアリージャパン)

## 経歴
- オーストラリア在住時の5歳の時に新体操を始める。
- 10歳の時に、オーストラリアの全国大会で2位。
- 2014年、14歳の時に、オーストラリアの強化選手に選出され来日。
- 2016年、4月3日に開催された「カミコレ！オーディション」に出場し、審査員特別賞を受賞。エヴァーグリーン・エンタテイメントに所属 。
- 2016年 10月7日のフェアリージャパン団体競技新メンバーとして、引退した畠山愛理に代わりメンバーに選ばれた 。
- 高校1年生の時に、新体操と学業との両立のため第一学院高等学校に転入。[1]

## 競技成績
- 2016年イオンカップ 世界新体操クラブ選手権
  - フープ:14.633
  - ボール:14.550
  - クラブ:14.733
  - リボン:14.650
  - 51人中34位